# Liste der Mitglieder des US-Repräsentantenhauses aus Alaska

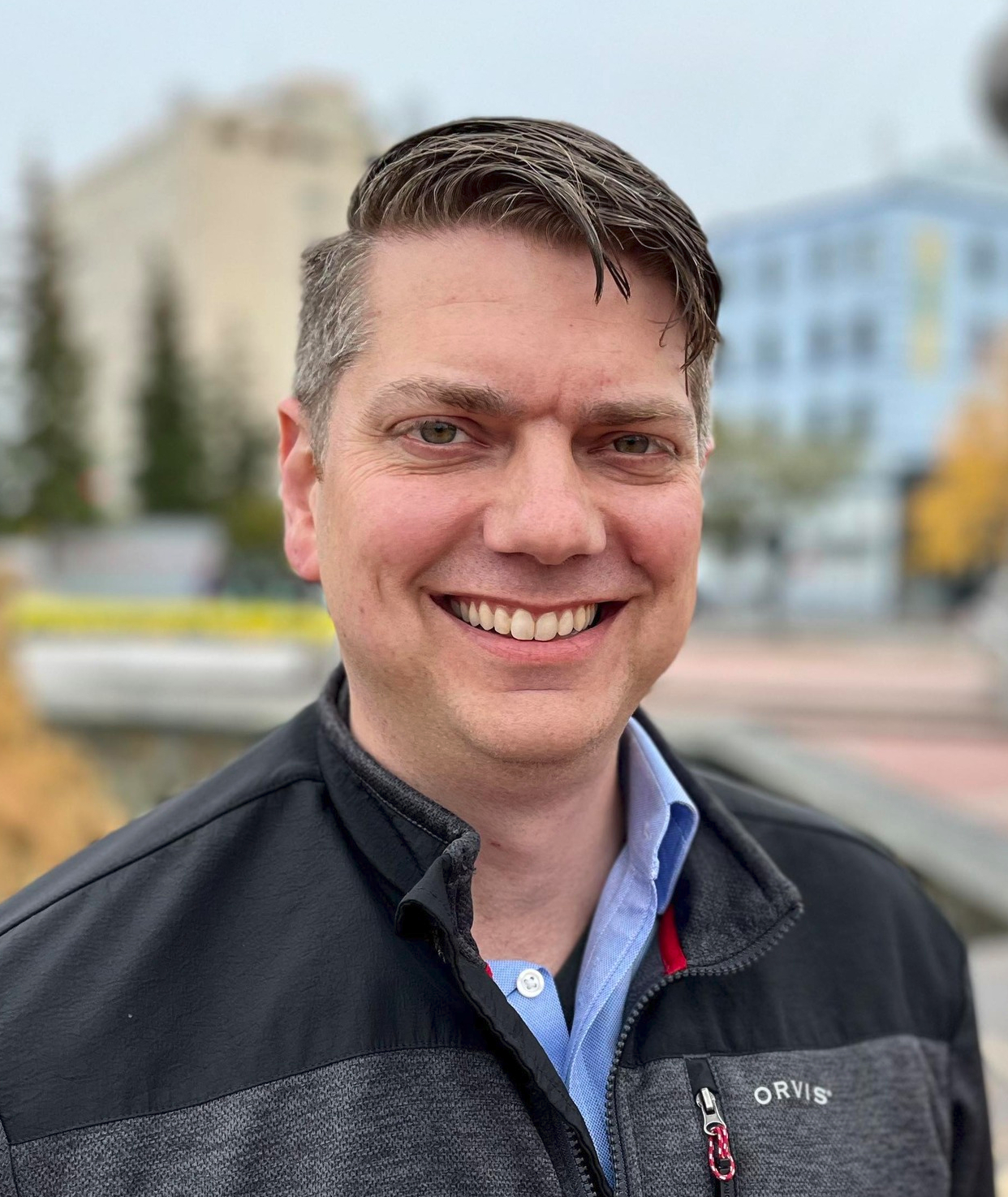
Nick Begich, seit 2025 Abgeordneter des US-Repräsentantenhauses für Alaska (2024)

Diese Liste führt alle Politiker auf, die seit 1905 für Alaska dem Repräsentantenhaus der Vereinigten Staaten angehört haben.

## Alaska-Territorium (1905–1959)
Das Alaska-Territorium entsandte in der Zeit von 1905 bis 1959 zwölf Kongressdelegierte:
| Name                        | Amtszeit                        | Partei       | Lebensdaten                          |
| --------------------------- | ------------------------------- | ------------ | ------------------------------------ |
| vakant                      | 7. Mai 1906 – 14. August 1906   |              |                                      |
| Frank Hinman Waskey         | 14. August 1906 – 3. März 1907  | Demokrat     | 20. April 1875 – 18. Januar 1964     |
| Thomas Cale                 | 4. März 1907 – 3. März 1909     | Unabhängiger | 17. September 1848 – 3. Februar 1941 |
| James Wickersham            | 4. März 1909 – 3. März 1917     | Republikaner | 24. August 1857 – 24. Oktober 1939   |
| Charles August Sulzer       | 4. März 1917 – 7. Januar 1919   | Demokrat     | 24. Februar 1879 – 28. April 1919    |
| James Wickersham            | 7. Januar 1919 – 3. März 1919   | Republikaner | 24. August 1857 – 24. Oktober 1939   |
| Charles August Sulzer       | 4. März 1919 – 28. April 1919   | Demokrat     | 24. Februar 1879 – 28. April 1919    |
| vakant                      | 28. April 1919 – 1. Juli 1919   |              |                                      |
| George Barnes Grigsby       | 1. Juli 1919 – 1. März 1921     | Demokrat     | 2. Dezember 1874 – 9. Mai 1962       |
| James Wickersham            | 1. März 1921 – 3. März 1921     | Republikaner | 24. August 1857 – 24. Oktober 1939   |
| Daniel Alexander Sutherland | 4. März 1921 – 3. März 1931     | Demokrat     | 17. April 1869 – 24. März 1955       |
| James Wickersham            | 4. März 1931 – 3. März 1933     | Republikaner | 24. August 1857 – 24. Oktober 1939   |
| Anthony Joseph Dimond       | 4. März 1933 – 3. Januar 1945   | Demokrat     | 30. November 1881 – 28. Mai 1953     |
| Edward Lewis Bartlett       | 3. Januar 1945 – 3. Januar 1959 | Demokrat     | 20. April 1904 – 11. Dezember 1968   |

## Bundesstaat Alaska (seit 1959)
Der Bundesstaat Alaska entsandte ab 1959 bis heute fünf Kongressabgeordnete:
| Name                   | Amtszeit                            | Partei       | Lebensdaten                     |
| ---------------------- | ----------------------------------- | ------------ | ------------------------------- |
| Ralph Julian Rivers    | 3. Januar 1959 – 30. Dezember 1966  | Demokrat     | 23. Mai 1903 – 14. August 1976  |
| vakant                 | 30. Dezember 1966 – 3. Januar 1967  |              |                                 |
| Howard Wallace Pollock | 3. Januar 1967 – 3. Januar 1971     | Republikaner | 11. April 1920 – 9. Januar 2011 |
| Nicholas Joseph Begich | 3. Januar 1971 – 29. Dezember 1972  | Demokrat     | 6. April 1932–16. Oktober 1972  |
| vakant                 | 29. Dezember 1972 – 6. März 1973    |              |                                 |
| Donald Edwin Young     | 6. März 1973 – 18. März 2022        | Republikaner | 9. Juni 1933–18. März 2022      |
| vakant                 | 18. März 2022 – 13. September 2022  |              |                                 |
| Mary Peltola           | 13. September 2022 – 3. Januar 2025 | Demokrat     | * 31. August 1973               |
| Nick Begich III        | seit 3. Januar 2025                 | Republikaner |                                 |